# 賈乃錫
陸軍中將賈乃錫爵士，KBE，CB，DSO，MC[?]（1888年10月20日—1971年12月4日），加拿大籍英國陸軍將領，1938年11月至1941年7月在香港擔任駐華英軍司令（即駐港英軍司令），第二次世界大戰後期於1944年4月至1945年7月出任盟軍遠征部隊最高司令部（SHAEF）G-5科總長，戰後於1945年8月至1953年10月奉派海峽群島擔任澤西副總督。
賈乃錫早年於加拿大皇家軍事學院接受軍事教育，1909年加入英國陸軍旗下的皇家工兵團。第一次世界大戰期間，他於法國和比利時參與戰事，曾獲五度傳令褒獎，並先後因傑出表現獲頒軍功十字勳章和傑出服務勳章。一戰完結後，他曾獲兩度調派往英屬印度，另曾分別獲軍方補送到坎伯利參謀學院和帝國國防學院深造，1938年獲擢升為陸軍少將。
賈乃錫在任駐華英軍司令期間正值中國抗日戰爭，遠東戰雲密佈，香港局勢更隨著日軍於1938年10月壓境而日趨嚴峻。有見及此，他任內致力強化香港防務，又認為如果香港守軍由四營增至六營，就能夠有效守住醉酒灣防線，對駐港英軍展開持久戰有很大幫助。然而，當時英方內部認為香港位處邊陲，無險可守，根本難以抵禦日軍入侵，加上二次大戰於1939年爆發，英方難以進一步增兵香港。幾經爭取，賈乃錫於1941年卸任離港後取道加拿大，終獲加拿大軍方答應派出兩營合共1,975人增援香港，隨後於同年11月抵達。可是，這批援軍沒有實戰經驗，未及適應香港的環境，日軍便於同年12月突襲香港，香港保衛戰一觸即發，而加拿大援軍在戰事中更是死傷枕藉。
卸任駐華英軍司令一職後，賈乃錫被調回英國，以中將身份鎮守本土，到1944年4月出任SHAEF旗下G-5科總長一職。當時SHAEF正籌備代號「大君行動」的反攻歐洲大陸計劃，因此他的主要職責是要協助歐洲各國一旦光復以後重整秩序，以及安排各國在短時間內由臨時軍管手上接過權力，恢復建立文官政府。為肯定他在二戰期間的表現，他在1945年獲英廷頒授KBE勳銜。二戰結束後，賈乃錫成為澤西島光復後首任副總督，任內積極協助重整當地的秩序和經濟，到1953年卸任，展開退休生活。

## 生平

### 早年生涯
賈乃錫為加拿大人，先祖是法國雨格諾派人士，1888年10月20日生於英國德文郡普利茅斯。他的祖父亨利·詹姆士·格拉塞特（Henry James Grasett，1808年6月18日－1882年3月20日）是加拿大英國聖公會首任多倫多主任牧師，父親亞瑟·沃頓·格拉塞特（Arthur Wauton Grasett，1853年12月11日－1934年3月16日）是土生土長的多倫多人，母親名叫凱瑟琳·弗朗西絲·休伊特（Katherine Frances Hewitt，1865年2月10日－1941年5月29日）。賈乃錫有一名胞弟和一名胞姊，分別是在加拿大陸軍擔任中校的悉尼·休恩·布里奇曼·格拉塞特（Sydney Hugh Bridgeman Grasett，1892年2月1日－1972年4月7日），以及阿格尼絲·凱瑟琳·格拉塞特（Agnes Katharine Grasett，1887年3月12日－1919年7月7日）。賈乃錫一家居於加拿大安大略省多倫多，他少時於1901年至1904年間受教於當地的上加拿大書院，其後於1906年至1909年在安大略省京士頓的皇家軍事學院接受軍事教育，期間曾於1908年至1909年擔任學院營隊的軍士長，並因傑出表現獲學院頒授榮譽寶劍。

### 軍事生涯

#### 本土及海外經歷
從軍事學院畢業後，賈乃錫旋於1909年6月離鄉加入英國陸軍，首先於皇家工兵團擔任陸軍少尉，其後於1911年2月受任為陸軍中尉。1914年7月第一次世界大戰爆發後，他加入有「老不齒」（"the Old Contemptibles"）之稱的英國遠征部隊，扮演英軍先頭部隊的角色前往法國，負責在大戰爆發初期阻撓德意志帝國向西線的進攻，此後他在大戰整段時間都在法國和比利時參與戰事。英方自1914年8月宣戰後的短短兩個多月內，他便憑藉傑出的表現於1914年10月獲得上級傳令褒獎，到1916年1月進一步獲英廷頒授軍功十字勳章（M.C.），1916年1月至1919年7月期間再分別獲得四度傳令褒獎。
大戰期間，賈乃錫於1915年6月晉升為陸軍上尉，後於1916年1月至10月出任陸軍指揮部三級一般參事官，以及在同年10月至1917年1月在法國戰區出任旅級少校。1917年1月，賈乃錫升任二級一般參事官，任內軍階於1918年1月獲擢升為名譽少校。1918年11月一戰結束後，他繼續於法國留任二級一般參事官一職，直到1919年4月為止。除了獲得五度傳令褒獎和軍功十字勳章外，賈乃錫還於1919年獲英廷頒授傑出服務勳章（D.S.O.），另外又獲得一面1914年星章連勳扣、一面英國戰爭獎章和一面勝利獎章，戰時表現備受當局肯定。

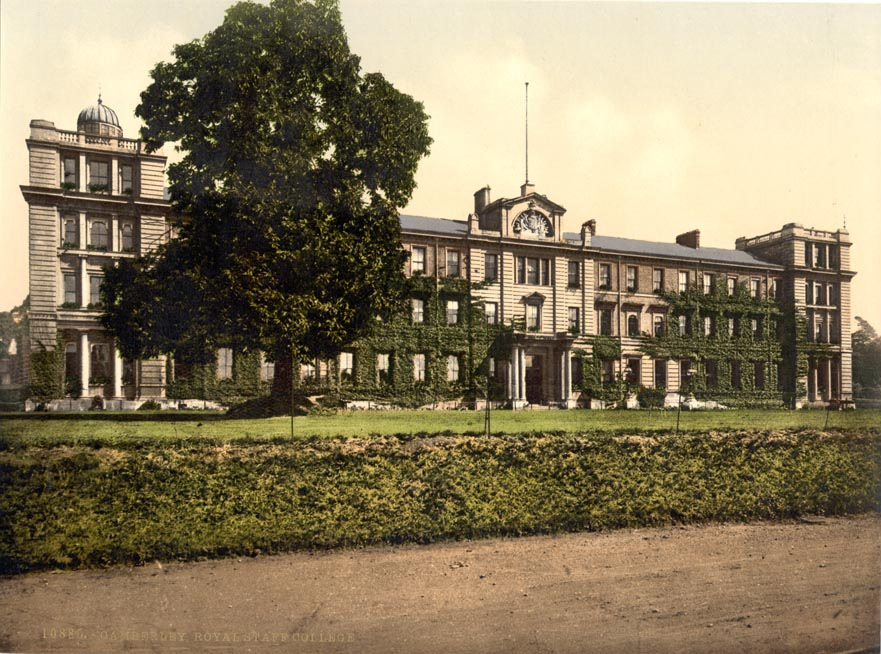
賈乃錫曾於1920年至1921年獲補送到薩里郡的坎伯利參謀學院深造，其後於1923年至1926年和1935年至1937年兩度返回學院執教

1919年4月從法國調返英國後，賈乃錫在陸軍本部續任二級一般參事官，其後於1920年獲補送到薩里郡的坎伯利參謀學院深造，到1921年4月調往英屬印度，繼續以名譽少校身份參與英軍在西北邊境省的軍事行動，任內分別獲得一面印度一般服務獎章連1919年至1921年瓦濟里斯坦勳扣，以及另一枚1921年至1924年瓦濟里斯坦勳扣。1923年5月，賈乃錫調回英國，以二級一般參事官身份返回坎伯利參謀學院執教，期間軍階於1925年2月獲進一步調升為陸軍少校，同時署任中校。
1926年12月，賈乃錫離開參謀學院，軍階由1927年1月起調升為名譽中校，其後於1928年1月調回陸軍本部擔任二級一般參事官。1931年，他獲軍方補送到帝國國防學院深造，當時的院長是空軍上將羅伯特·布魯克-波帕姆爵士，也即是後來在1940年至1941年在任的英軍遠東司令部總司令。完成深造後，他在1932年7月升任陸軍上校（追溯至1930年1月），並獲第二度調往印度升任一級一般參事官，到1934年12月卸任，旋於1935年1月以一級一般參事官身份返回坎伯利參謀學院任職資深教官，其後由1937年4月起以臨時准將身份任職於北方司令部旅參謀部。

#### 駐港英軍司令

##### 增兵香港爭議
1938年5月，英政府宣佈任命賈乃錫接替巴度苗少將為新任駐華英軍司令（即駐港英軍司令），並於同年11月4日受任、12月抵達香港履新，他上任時只有50歲，是香港開埠以來就任年齡最輕的駐軍司令。上任前，他的軍階於1938年9月獲進一步擢升為陸軍少將（追溯至1938年1月）。賈乃錫任內除了主管香港的防務工作，還參與統籌英軍在中國大陸地區，包括上海和天津等地的部署，以及同時兼任香港行政立法兩局當然官守議員的職務。當時遠東戰雲密佈，日本繼1931年的九一八事變和1932年的一二八事變以後，於1937年7月向中國發動全面侵略戰爭。日軍隨後於1938年10月攻陷廣州，兵臨香港的深圳河邊境，使香港的處境更形嚴峻。
面對日軍的威脅，港府雖然開展了一系列的備戰工作，但社會輿論卻普遍認為日本不會輕易對英國宣戰。此外，駐港英軍僅由四個營組成，兵力有限，而且重點據守香港島，因此九龍和新界地區就僅靠於1938年新修成的醉酒灣防線作為主要的防守陣線。醉酒灣防線把九龍和新界兩地作東西分隔，防線西起新界葵涌，橫跨接壤九龍和新界一帶的山嶺，一直伸延至東邊的西貢牛尾海，全長約18公里。可是，賈乃錫就任駐港司令前不久，英軍內部剛於1938年7月就香港的戰略部署展開重新評估，結論香港一旦受襲，駐港守軍無須守護醉酒灣防線至最後一刻，以便盡快把兵力集中於香港島作持久抗戰，意味英軍內部早已作好放棄九龍和新界的打算。由於有關的戰略部署屬於高度機密，所以除了英政府和軍方內部高層得悉實情以外，香港的行政立法兩局一概不被告知，甚至於時任香港總督羅富國爵士也未必知道有關決定。賈乃錫就任時雖然得悉有關的部署計劃，但也被要求對計劃加以保密。

1941年12月香港保衛戰爆發前夕的駐港英軍部署，其時賈乃錫已經離任

事實上，英軍內部歷年來均有反覆研究香港的戰略部署，雖然主流意見基本上傾向支持繼續派兵鎮守香港（或至少香港島），但在軍方聯合規劃小組於1937年發表的一份內部研究報告書中卻有意見認為，「香港自身並不能無了期抵抗嚴峻的軍事行動。即使可以，這種部署對於我們把香港主要用作一個海軍基地前站而言是否有用，仍是存在高度爭議的」。對賈乃錫而言，他自上任駐港英軍司令以後，即認定香港有增兵佈防的必要。1939年4月，受日方操縱的中國聯合準備銀行天津分行經理程錫庚在英租界大光明影院遇刺身亡，事後天津英租界當局拘捕四名涉事的反日學生，但一度拒絕把學生交給日方處置，事件導致英日兩國爭持不下，幾近開戰邊緣。天津事件發生期間，賈乃錫最早於1939年5月已提出把駐守於上海和天津的兩營英軍調往香港，使香港駐軍由四營增至六營，這樣便能夠有效守住醉酒灣防線，抵受日軍一旦對香港發動的侵略。1939年7月，他更親自前往上海、威海衛、天津、北平和山海關巡視駐守當地的英軍和視察局勢，在天津的時候，他一度尋求訪問日軍代表以展示友好姿態，但日方卻組織紀念盧溝橋事變兩周年的大規模反英示威，結果未能成事。及至1939年8月，英日兩國最終就交出涉事學生一事達成共識，危機化解，其後賈乃錫甚至向英政府建議與日本訂立一條保證兩國都無意向對方開戰的條約，這樣英國便可專注歐洲局勢，但建議被外交部批評為「狂想」而被加以否決。
未幾，第二次世界大戰在1939年9月爆發後，英方再度檢視香港的軍事部署，並要求賈乃錫為駐軍儲備充足物資，確保香港一旦受襲時可防守最少180天。然而，賈乃錫指出香港天氣炎熱、氣候潮濕，再加上市區人口稠密，根本難以死守180天之久。雖然如此，他一直認為日軍戰鬥力低下，因此他提出駐港英軍人數只要稍作增加，便可展開有效的持久戰，並在孤立無援的情形下守護香港最多130天。當時英政府內部經考慮後，卻認為二次大戰方興未艾，難以從歐洲戰場抽調兵力，再加上香港地處邊陲，難於防守，結果否決增兵香港的建議，但答應增加對香港的彈藥供給。至於英國在天津和上海的駐軍，也在1940年3月和1940年9月相繼撤到馬來亞。
及至1941年1月，增兵香港的建議再被提起，當時的英軍遠東司令部總司令空軍上將羅伯特·布魯克-波帕姆爵士（正好是賈乃錫於帝國國防學院深造期間的院長）訪問香港後，重提賈乃錫的建議，指出如果香港駐軍維持由四個營組成，駐軍只可在日軍進犯後留守九龍和新界地區不多於48小時；相反，如果駐港守軍由四營增至六營，便可調派三營官兵佈防九龍和新界，並在開戰後守住兩地最多12天，那麼香港島便可死守最多130天。其時，增兵香港的建議交到戰時首相邱吉爾後，卻被他大力反對，邱吉爾指出日本如要進攻香港，事前必作良久部署，四營或六營駐港英軍對日軍來說根本沒有分別，所以日本一旦入侵香港，香港陷落是遲早問題，增兵香港只會帶來無謂損失。邱吉爾的結論是駐港英軍固然要奮力抵抗日軍入侵，但日軍對香港的侵略只可留待戰後的和平會議清算，最終賈乃錫的增兵建議再被否決。

##### 入息稅爭議
除了增兵香港的問題，賈乃錫在二戰爆發後還於1939年協助港督羅富國爵士和港府遊說立法局通過開徵入息稅的建議，以補助英政府設立的帝國戰爭基金作為支援英國參與二次大戰的手段，同時用作強化香港防務方面的軍費。當時賈乃錫曾謂「香港與帝國任何一處都與此戰關繫甚深，如事情失控香港將首當其衝」，呼籲局內非官守議員慎重考慮；可是建議卻遭到商界的極大阻力，當中身兼該局非官守議員的和記洋行大班T·E·比亞士就批評開徵新稅會妨害香港貿易發展，另一非官守議員、香港上海匯豐銀行主席蕭士更指責港府開徵新稅的態度「輕漫」，至於來自東亞銀行的華人議員李子方也代表其他華人代表對建議予以反對。
儘管商界普遍認為向英政府上貢一筆款項支援戰事較開徵入息稅更為可取，但港府仍於1939年10月至1940年2月設立戰時收益委員會（War Revenue Committee），試圖進一步遊說商界接受開徵入息稅的建議。經過雙方討價還價，立法局最終在1940年4月三讀通過開徵入息稅，但稅項只作為維持戰時收益的臨時手段，港府還承諾大戰結束後廢除稅項。諷刺的是，雖然港府在大戰過後的確廢除了入息稅，但卻旋於1947年重新開徵。
賈乃錫擔任駐港英軍司令前後兩年零八個月，於1941年7月18日卸任、同月20日離港，由莫德庇少將接任。在任駐港司令後期，賈乃錫也因為港督羅富國多次因病休假而代為出席多項公開活動，例子包括在1940年4月主持香港聖約翰救傷隊周年檢閱儀式，以及在1941年6月主持英皇壽辰巡遊閱兵儀式和檢閱儀仗等。為肯定他在港任職期間的表現，英廷在1940年向他頒授CB勳銜，而他離港後在8月舉行的立法局會議上，港督羅富國、立法局首席非官守議員百德新和首席華人非官守議員羅文錦也分別發言對期任內推動的防務工作致謝。

##### 加拿大援軍
賈乃錫離任駐港英軍司令之時，香港局勢仍未有鬆懈跡象，而且日軍對香港的滋擾更是有增無減，例如在1941年初，香港水域即發生數宗日軍襲擊普通貨船的事件，事後賈乃錫成功爭取由中國海關總稅務司調派六艘海關巡邏船加強守備香港水域。同年7月離任前，香港更發生皇家海軍艦隻懷疑被日軍潛水艇砲擊的事件。面對日軍的龐大威脅以及香港地理上的弱點，賈乃錫始終認為香港有必要透過增兵加強防禦，所以當他卸任後於1941年9月取道家鄉加拿大返回英國途中，特地與加拿大軍方高層商討增兵香港的可能，接洽的軍方高層包括時任加拿大參謀總長哈利·克里勒准將（也即是賈乃錫在京士頓皇家軍事學院的舊同學），並得到對方的正面回應（但克里勒後來否認曾與賈乃錫討論派遣加拿大援軍前往香港一事）。賈乃錫返回英國後，隨即把加拿大軍方派兵增援香港的建議遞交英政府作內部討論，這次增兵香港的建議除了得到布魯克-波帕姆再度支持外，也得到了外相安東尼·艾登的附議。考慮到由加拿大增兵香港將有助提升英聯邦軍心士氣和強化英聯邦在英軍軍事部署上的支援角色，邱吉爾最終對建議予以首肯。

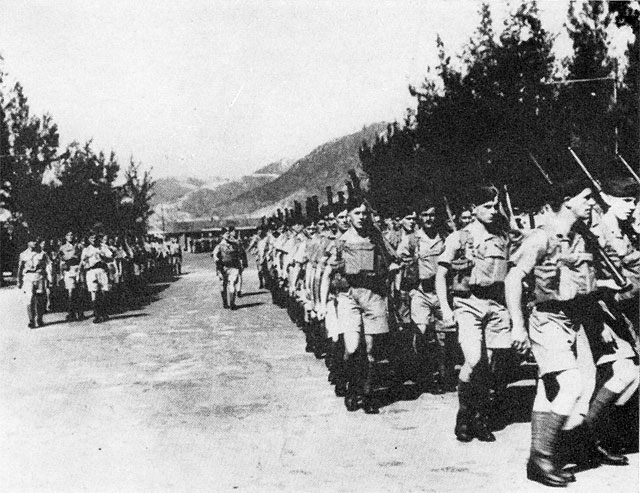
經賈乃錫穿針引線下，為數合共1,975人的兩營加拿大援軍於1941年11月16日抵達香港，未料香港保衛戰旋於12月8日爆發

在賈乃錫促成下，英政府自治領部隨即於1941年9月正式邀請加拿大政府增派兩營援軍來港，及後加拿大皇家來福槍團第1營和溫尼柏榴彈兵第1營一共1,975人遂於1941年11月16日抵達香港；再加上本身駐守香港的皇家蘇格蘭人軍團第2營、米杜息士軍團第1營、第7拉吉普軍團第5營和第14旁遮普軍團第2營合共四個營、以及一營香港防衛軍、一連香港華人軍團、四團砲兵、三連工兵和若干後勤部隊，駐港守軍大約共有一萬多人。然而，這批加拿大援軍未曾有實戰經驗，在加拿大只曾用木槍受訓，對香港的地理環境也不熟悉，加上他們需要時間適應香港的氣候環境，而且伴隨他們的軍用車輛被臨時改送往菲律賓，種種因素都削弱了加拿大援軍的戰鬥能力。
雖然加拿大援軍的到臨實現了賈乃錫和布魯克-波帕當初提出以三營軍隊駐守九龍和新界、三營軍隊駐守香港島的軍事部署，但事實上，在加拿大援軍抵步後僅僅22天，日軍便於1941年12月8日突襲香港，香港保衛戰一觸即發。戰事發生五天後，九龍及新界全境已於12月13日落入日軍手上，遠短於當初賈乃錫和布魯克-波帕估計的12天；而經過前後17天的戰鬥，香港島最終也於12月25日淪陷，與原先最多可死守130天的估計有很大落差。在戰事期間，加拿大援軍奮起抗敵，陣亡或受傷人數佔全軍1,975人的其中至少1,050人，傷亡率超過50%，因此香港保衛戰也是加拿大軍隊在二戰期間傷亡率最高的戰事之一。

#### 二次大戰經歷
卸任駐港英軍司令後，賈乃錫於1941年10月調返英國出任第48（南密德蘭）步兵師師長，負責在第二次世界大戰期間駐防英國本土；未幾他於1941年11月以署理陸軍中將身份升任第8兵團司令，繼續留守於英國本土。一直到1943年初，他調回倫敦陸軍本部擔任盟軍代表團總聯絡官，主要負責聯繫波蘭、捷克、荷蘭、比利時、法國和挪威等國在英國的駐軍，以及各流亡政府的代表。儘管有關職務屬於軍事任命，但也帶有濃厚的政治性質，而賈乃錫未有被派往前線指揮軍隊，某程度上是因為軍方認為他已年屆55歲，未必再適合調派到前線。

盟軍遠征部隊最高司令部（SHAEF）使用的臂章

1944年初，賈乃錫改派到盟軍遠征部隊最高司令部（簡稱「SHAEF」）出任歐洲盟國聯繫部總長，復於同年4月以助理參謀長身份出任SHAEF旗下G-5科總長，主管民事事務。成立於1943年12月的SHAEF由美國派出的盟軍最高司令德懷特·艾森豪威爾將軍領導，負責籌劃以「大君行動」為代號的反攻歐洲大陸計劃。鑑於SHAEF預視到盟軍一旦成功反攻歐洲大陸後，將要處理戰後重建和設立臨時軍法管治等善後事宜，故此由賈乃錫主管的G-5科即負起協助籌備歐洲各國在光復後重整秩序，以及安排各國在短時間內由臨時軍管手上接過權力，恢復建立文官政府等的工作。
事實上，賈乃錫上任以前，G-5科的工作不太順利，首先是美方認為賈乃錫的前任羅傑·拉姆利爵士是文官出身，缺乏軍事經驗，並不符合職務上的需要；其次是SHAEF內部一度就G-5科的運作模式產生分歧。當中，拉姆利認為SHAEF和G-5科應該集權中央，直接控制將來在歐洲大陸各地設立的臨時軍政府；可是SHAEF內部也有反對聲音認為，各地設立的臨時軍政府只須對最高司令負責，無須從屬於SHAEF和G-5科本身，從而獲得更大的靈活性。持反對意見的一方也指出，盟軍於1943年7月攻入意大利後，在當地設立的盟軍佔領地區軍政府（簡稱「AMGOT」）正好是同樣以下放權力的形式運作，也正因為這種擁有較高自主度的軍政府運作模式最先於意大利實行，所以在當時也有「地中海模式」之稱。
經過兩方爭論後，美軍出身的SHAEF參謀長沃爾特·比德爾·史密斯少將最後於1944年初認定「地中海模式」未必適合西歐各國，遂同意透過集權中央、由SHAEF直接控制西歐和北歐各國軍政府民政事務的做法較為可取。有見及此，賈乃錫於1944年4月出任G-5科總長後，即著手在短時間內朝著集權中央的方向重組G-5科，並於4月28日正式公佈重組方案。在重整方案中，G-5科設總部於伯克郡什里弗納姆（今屬威爾特郡境內），下設六科，分別是律政科、財政科、物料科、公共衛生科、離散難民科和經濟科，另外又設行動科，下設六司，即法國司、荷蘭司、比利時司、盧森堡司、丹麥司和挪威司，負責執行當地的民政事務。不過，由於盟軍方面已計劃對戰後德國的管治另作打算，所以六司之中並不包括德國。
1944年6月6月，盟軍在SHAEF指揮下展開諾曼第登陸戰，正式揭開「大君行動」的反攻序幕，此後納粹德國節節敗退，西歐和北歐多國先後光復，最終納粹德國於1945年5月8日戰敗投降，標誌著歐戰結束。由諾曼第登陸到納粹德國投降差不多一年期間，G-5科對恢復西歐和北歐各國的民事管治和確保各國權力順利交接起重要的作用；當中，賈乃錫還參與推動盟軍於1944年7月把管治法國的權力移交至以戴高樂將軍為首的法國臨時政府。1945年7月，G-5科隨SHAEF解散，為了肯定賈乃錫在SHAEF任職期間的表現，他戰後旋於1945年8月獲英廷頒授KBE勳銜，冊封成為爵士。此外，他於1945年6月獲蘇聯頒授紅旗勳章、1946年8月獲比利時頒授王冠大十字勳章，其他獲勳勳銜還包括由法國分別頒授的法國榮譽軍團司令勳章和英勇十字勳章，以及由美國頒授的總司令級軍功勳章等。

### 戰後生涯
二次大戰結束後，本身具雨格諾派血統的賈乃錫奉調海峽群島，於1945年9月抵達擁有濃厚法國色彩的澤西島履任副總督兼三軍總司令一職，同時也兼任該島議會當然議員。上任前不久，他於1946年6月獲英廷頒授了KStJ勳銜。澤西島雖然鄰近法國，但屬於英國皇家屬地，他就任副總督以前，該島自1940年7月起因為納粹德國入侵而淪陷，直到1945年5月重光，並由英國實施軍法管治至1945年8月為止，所以他也是該島光復後首任副總督。在副總督任內，他負責重整當地戰後的秩序和經濟，而島上一年一度名為「百花爭豔巡遊大會」（Battle of Flowers Parade）的大型花展，原本因該島淪陷而停辦多時，最終也在賈乃錫支持下得以於1951年起復辦。賈乃錫任內還曾於1949年款待到訪該島的伊利沙伯公主及其夫婿菲臘親王；1953年6月伊利沙伯公主加冕成為伊利沙伯二世時，他也在島上主持一系列盛大的英女皇加冕慶祝活動。位於澤西島的賈乃錫公園（Grasett Park），即為島上居民為肯定其任內表現而闢建。
賈乃錫起初是以陸軍中將（本地）的身份就任澤西副總督，雖然他在1947年正式從陸軍退役，不再屬於正規軍人，但獲准以榮譽性質終身使用陸軍中將稱銜，並繼續擔任副總督一職，至1953年10月16日由海軍上將格雷沙姆·尼科爾森爵士接替。除了副總督一職，皇家工兵團出身的賈乃錫也曾於1945年至1955年榮任皇家工兵團上校指揮官。賈乃錫卸任副總督後沒有返回家鄉加拿大多倫多居住，而是選擇在牛津郡阿德伯里過著平靜的退休生活。他在1971年12月4日卒於阿德伯里，終年83歲，身後，家屬為他在家鄉加拿大多倫多的聖雅各座堂安放了一塊牌匾，以茲紀念。

## 個人生活

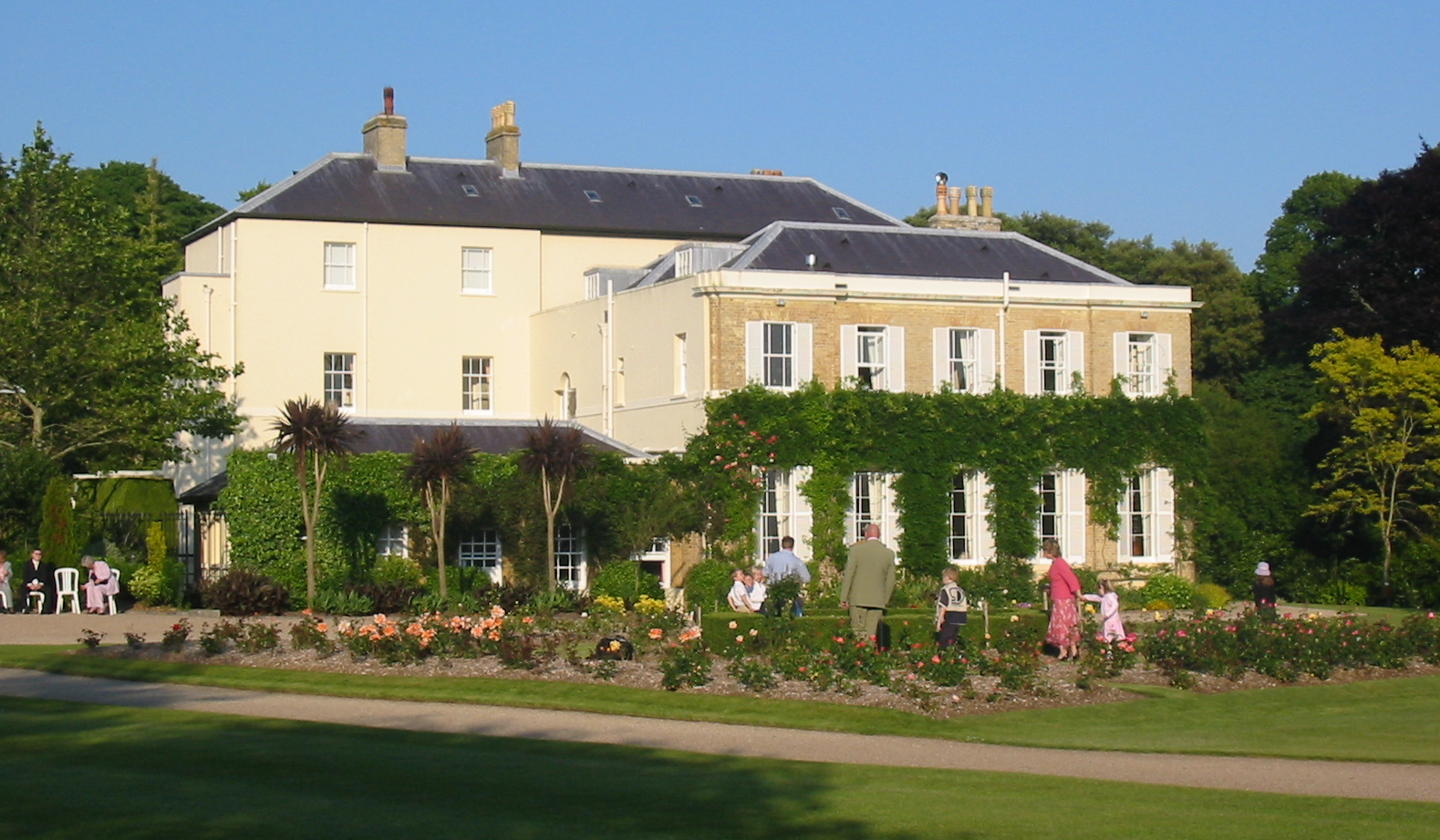
賈乃錫爵士伉儷曾於1945年至1953年進住澤西島總督府

賈乃錫在1935年於英國倫敦娶鍾安·瑪麗·福斯特（Joan Mary Foster）為妻，鍾安是約克郡埃傑頓莊園（Egton Manor）園主J·K·福斯特的次女。兩人育有一女，生於1936年，名叫瑪麗·格拉塞特（Mary Grasett）。賈乃錫爵士夫人在澤西島擔任副總督夫期間，曾於1947年至1952年榮任澤西電影學會首任贊助人。賈乃錫於1971年逝世後，其夫人於1982年8月19日卒於牛津郡阿德伯里。賈乃錫生前是倫敦陸軍及海軍會和伯克郡里安德會兩家會所的會員。

## 榮譽

### 殊勳
- 以下列出榮譽全稱及縮寫：^ 
  - 傳令褒獎 （1914年10月19日[14]）
  - 傳令褒獎 （1916年1月1日[14]）
  - 軍功十字勳章（M.C.） （1916年1月14日[13]）
  - 傳令褒獎 （1917年1月4日[14]）
  - 傳令褒獎 （1917年12月11日[14]）
  - 傑出服務勳章（D.S.O.） （1919年英皇壽辰授勳名單[15]）
  - 傳令褒獎 （1919年7月5日[14]）
  - 1914年星章連勳扣[16]
  - 英國戰爭獎章[16]
  - 勝利獎章[16]
  - 印度一般服務獎章連1919年至1921年瓦濟里斯坦勳扣[14]
  - 1921年至1924年瓦濟里斯坦勳扣[14]
  - 巴斯同袍勳章（C.B.） （1940年7月11日[43]）
  - 紅旗勳章 （蘇聯，1945年6月21日[68]）
  - 英帝國爵級司令勳章（軍事）（K.B.E. (Mil.)） （1945年8月歐洲西北戰事授勳名單[60]）
  - 法國榮譽軍團司令勳章 （法國[1]）
  - 英勇十字勳章 （法國[1]）
  - 總司令級軍功勳章 （美國[1]）
  - 聖約翰爵級司令勳章（K.St.J.） （1946年6月24日[62]）
  - 王冠大十字勳章 （比利時，1946年8月13日[61]）

### 以他命名的事物
- 賈乃錫公園（Grasett Park），位於澤西島。[67]

## 附註
1. 1 2  賈乃錫的家族雖然來自加拿大，部份資料也指他的出生地點是加拿大安大略省多倫多，[2]但是也有早期的資料指他生於英國英格蘭德文郡普利茅斯。[5]根據英格蘭及威爾斯的官方出生紀錄，賈乃錫的父母確實在普利茅斯為其辦理出生登記；[3]而加拿大政府在1891年進行的人口普查，也指賈乃錫生於英格蘭。[4]因此，本條目採取賈乃錫生於英國德文郡普利茅斯的說法。

## 注腳
1. 1 2 3 4 5 6 7 8 9 10  "GRASETT, Lt-Gen. Sir (Arthur) Edward" (1996)
2. 1 2 3 4 5 6 7 8 9 10 11 12  "Career of the New G.O.C." (9 May 1938)
3. 1 2  "England & Wales births 1837-2006" (retrieved on 16 January 2015)
4. 1 2  "Province: Ontario; District No: 119 - Toronto West; Sub-District: St. Patrick's Ward" (1891), p.23.
5. ↑  World Biography (1948), p.2052.
6. 1 2  "Grasett, Arthur Wanton" (retrieved on 16 January 2015)
7. ↑  "Arthur Wauton Grasett" (retrieved on 16 January 2015)
8. ↑  "LTC Sydney Hugh Bridgeman Grasett" (retrieved on 16 January 2015)
9. 1 2 3  Old Times (Summer 1972), p.25.
10. ↑  "Agnes Katharine Grasett" (retrieved on 16 January 2015)
11. ↑  Palmer (2014), p.3.
12. 1 2  Lindsay and Harris (2005), p.54.
13. 1 2  "Supplement to Issue 29438 （页面存档备份，存于）", London Gazette, 14 January 1916, p.578.
14. 1 2 3 4 5 6 7 8 9  The Half-yearly Army List for the Period Ending 31 December 1938 (1939), p.63.
15. 1 2  "Supplement to Issue 31370 （页面存档备份，存于）", London Gazette, 30 May 1919, p.6818.
16. 1 2 3 4  Palmer (2014), p.4.
17. ↑  Palmer (2014), p.5.
18. 1 2 3 4  Kwong and Tsoi (2014), p.118.
19. ↑  "New G.O.C. for British Troops in China: Brigadier A. E. Grasett Appointed" (7 May 1938)
20. 1 2  "Maj.-Gen. Grasett Leaving" (2 July 1941)
21. 1 2 3 4  Palmer (2014), p.7.
22. 1 2 3  Poy (1999)
23. ↑  Kwong and Tsoi (2014), p.95.
24. ↑  Lindsay and Harris (2005), p.37.
25. 1 2  Kwong and Tsoi (2014), p.106.
26. ↑  Kwong and Tsoi (2014), p.125.
27. ↑  Kwong and Tsoi (2014), p.99.
28. ↑  "Tianjin Incident" (retrieved on 16 January 2015)
29. ↑  "For the North: Admiral Sir Percy Noble and General Grasett" (4 July 1939)
30. ↑  "Major-General Grasett Due Back Tomorrow" (19 July 1939)
31. ↑  "General Grasett in Tientsin: Will Confer with the Japanese Army Commanders" (8 July 1939)
32. 1 2 3 4  Kwong and Tsoi (2014), p.119.
33. ↑  Kwong and Tsoi (2014), p.123.
34. 1 2  Kwong and Tsoi (2014), pp.128-130.
35. 1 2  Kwong and Tsoi (2014), p.129.
36. 1 2 3  "Colony's Responsibility in the War: Gen. Grasett Tells Council Hongkong Must Accept Possible Consequences on Financial Stability" (17 November 1939)
37. ↑  Littlewood (2010), pp.36-37.
38. ↑  Littlewood (2010), pp.5 & 39.
39. ↑  Littlewood (2010), p.5.
40. ↑  "Gen. Grasett Left on Saturday" (21 July 1941)
41. ↑  "Ambulance Brigade's Role in Defence Organisation of H.K. Lauded by Maj.-Gen. Grasett" (9 April 1940)
42. ↑  "Splendid Review of Garrison Held in Honour of King George's Birthday" (13 June 1941)
43. 1 2  "Supplement to Issue 34893 （页面存档备份，存于）", London Gazette, 9 July 1940, p.4244.
44. ↑  "Tribute to Gen. Grasett" (8 August 1941)
45. 1 2 3  Kwong and Tsoi (2014), p.129.
46. 1 2  Kwong and Tsoi (2014), pp.138-139.
47. 1 2 3 4 5 6  "Canadians in Hong Kong: The Defence of Hong Kong" (retrieved on 16 January 2015)
48. ↑  Lindsay and Harris (2005), pp.59-60.
49. ↑  蔣汶德（2014年12月23日）
50. 1 2 3 4  "Grasett, Sir Arthur Edward" (retrieved on 16 January 2015)
51. 1 2 3 4 5  Palmer (2014), p.8.
52. ↑  Ziemke (1975), p.50.
53. 1 2 3  Ziemke (1975), pp.45-47.
54. ↑  Ziemke (1975), p.29.
55. ↑  Ziemke (1975), p.47.
56. 1 2  Palmer (2014), pp.9-10
57. 1 2  Palmer (2014), p.10.
58. 1 2  Palmer (2014), pp.10-11.
59. ↑  Flint (2008), pp.226 & 245-246.
60. 1 2  "Supplement to Issue 37204 （页面存档备份，存于）", London Gazette, 2 August 1945, p.3953.
61. 1 2  "Supplement to Issue 37686 （页面存档备份，存于）", London Gazette, 15 August 1946, p.4104.
62. 1 2  "Issue 37632 （页面存档备份，存于）", London Gazette, 28 June 1946, p.3288.
63. ↑  "Jersey" (retrieved on 16 January 2015)
64. ↑  "Jersey" (1951)
65. ↑  "Channel Islands Greet Royal Pair" (1949)
66. ↑  Flight International (1953), p.74.
67. 1 2  Lemprière (1974), p.229.
68. 1 2 3  Palmer (2014), p.11.
69. ↑  "Issue 39988 （页面存档备份，存于）", London Gazette, 16 October 1953, p.5498.
70. ↑  "Supplement to Issue 37217 （页面存档备份，存于）", London Gazette, 14 August 1945, p.4107.
71. ↑  "Supplement to Issue 40541 （页面存档备份，存于）", London Gazette, 19 July 1955, p.4221.
72. ↑  "Sir Arthur Edward Grasett" (retrieved on 16 January 2015)
73. ↑  "Westminster Marriages" (retrieved on 16 January 2015)
74. ↑  Country Life (4 August 1955), cover page.
75. ↑  "Patrons" (retrieved on 16 January 2015)
76. ↑  "Issue 49342 （页面存档备份，存于）", London Gazette, 6 May 1983, p.6260.

### 英文資料
- "Province: Ontario; District No: 119 - Toronto West; Sub-District: St. Patrick's Ward （页面存档备份，存于）", Census of Canada, 1891. Ottawa: Department of Agriculture, Census Branch, 1891, p.23.
- The Half-yearly Army List for the Period Ending 31 December 1938. London: HMSO, 1939.
- "New G.O.C. for British Troops in China: Brigadier A. E. Grasett Appointed", Hong Kong Daily Press, 7 May 1938, p.1.
- "Career of the New G.O.C.", Hong Kong Daily Press, 9 May 1938, p.8.
- "For the North: Admiral Sir Percy Noble and General Grasett", The Hong Kong Telegraph, 4 July 1939, p.2.
- "General Grasett in Tientsin: Will Confer with the Japanese Army Commanders", Hong Kong Daily Press, 8 July 1939, p.1.
- "Major-General Grasett Due Back Tomorrow", The Hong Kong Telegraph, 19 July 1939, p.9.
- "Colony's Responsibility in the War: Gen. Grasett Tells Council Hongkong Must Accept Possible Consequences on Financial Stability", Hong Kong Daily Press, 17 November 1939, p.1.
- "Ambulance Brigade's Role in Defence Organisation of H.K. Lauded by Maj.-Gen. Grasett", Hong Kong Daily Press, 9 April 1940, p.1.
- "Splendid Review of Garrison Held in Honour of King George's Birthday", Hong Kong Daily Press, 13 June 1941, p.5.
- "Maj.-Gen. Grasett Leaving", The Hong Kong Telegraph, 2 July 1941, p.2.
- "Gen. Grasett Left on Saturday", Hong Kong Daily Press, 21 July 1941, p.5.
- "Tribute to Gen. Grasett", Hong Kong Daily Press, 8 August 1941, p.5.
- World Biography. Institute for Research in Biography, 1948.
- "Channel Islands Greet Royal Pair （页面存档备份，存于）", British Pathe, 1949.
- "Jersey （页面存档备份，存于）", British Pathe, 1951.
- Flight International. IPC Transport Press Limited, 1953.
- Country Life Vol. CXVIII No. 3655, 4 August 1955.
- Old Times. Toronto: Upper Canada College, Summer 1972.
- Lemprière, Raoul, History of the Channel Islands. London: R. Hale, 1974.
- Ziemke, Earl F., The US Army in the Occupation of Germany 1944-1946 （页面存档备份，存于）. Washington, D.C.: Center of Military History, US Army, 1975.
- "GRASETT, Lt-Gen. Sir (Arthur) Edward", Who was Who. London: A. & C. Black, 1996.
- Poy, Vivienne, "Hong Kong, 1941-1945", China and Hong Kong History, Philately and Culture Society, 1 May 1999.
- Lindsay, Oliver, and, Harris, John R., The Battle for Hong Kong 1941-1945: Hostage to Fortune （页面存档备份，存于）. Staplehurst: Spellmount, 2005. ISBN 978-1-86227-315-3
- Flint, Edward R. The Development of British Civil Affairs and Its Employment in the British Sector of Allied Military Operations During the Battle of Normandy, June to August 1944 （页面存档备份，存于）. England: Cranfield Defence and Security School, Cranfield University, September 2008.
- Littlewood, Michael, Taxation without Representation （页面存档备份，存于）. Hong Kong: Hong Kong University Press, 2010. ISBN 978-9-88220-535-2
- Kwong, Chi-man, and, Tsoi, Yiu-lun, Eastern Fortress: A Military History of Hong Kong, 1840–1970 （页面存档备份，存于）. Hong Kong: Hong Kong University Press, 2014. ISBN 978-9-88820-871-5
- Palmer, Robert, "A Concise Biography of Lieutenant General Sir Arthur E. Grasett", www.BritishMilitaryHistory.co.uk, 2014.
- "Canadians in Hong Kong: The Defence of Hong Kong （页面存档备份，存于）", Veterans Affairs Canada, retrieved on 16 January 2015.
- "Grasett, Sir Arthur Edward （页面存档备份，存于）", Generals.dk, retrieved on 16 January 2015.
- "England & Wales births 1837-2006 （页面存档备份，存于）", Genes Reunited, retrieved on 16 January 2015.
- "Westminster Marriages （页面存档备份，存于）", Genes Reunited, retrieved on 16 January 2015.
- "Sir Arthur Edward Grasett （页面存档备份，存于）", Find a Grave, retrieved on 16 January 2015.
- "Arthur Wauton Grasett （页面存档备份，存于）", Find a Grave, retrieved on 16 January 2015.
- "LTC Sydney Hugh Bridgeman Grasett （页面存档备份，存于）", Find a Grave, retrieved on 16 January 2015.
- "Agnes Katharine Grasett （页面存档备份，存于）", Find a Grave, retrieved on 16 January 2015.
- "Grasett, Arthur Wanton （页面存档备份，存于）", Bob and Paula Heddle's family tree, retrieved on 16 January 2015.
- "Patrons", Jersey Film Society, retrieved on 16 January 2015.
- "Tianjin Incident （页面存档备份，存于）", World War II Database, retrieved on 16 January 2015.
- "Jersey （页面存档备份，存于）", World Statesmen.org, retrieved on 16 January 2015.

### 中文資料
- 蔣汶德，〈勿忘1941年加軍守護香港〉，《加拿大星島日報》，2014年12月23日。

## 外部連結
- Hong Kong War Diary （页面存档备份，存于）
- SHAEF / ETOUSA Veterans & Friends Association
- Office of the Lieutenant-Governor, Jersey

| 军职                      | 军职                                           | 军职                              |
| ------------------------- | ---------------------------------------------- | --------------------------------- |
| 前任： 巴度苗             | 駐華英軍司令 1938年－1941年                    | 繼任： 莫德庇                     |
| 前任： 羅德里克·洛蘭·彼得 | 第48（南密德蘭）步兵師師長 1941年              | 繼任： 海曼·海曼-喬伊斯           |
| 前任： 肯尼思·安德遜      | 第8兵團司令 1941年－1943年                     | 繼任： 赫伯特·拉姆斯登            |
| 前任： 羅傑·拉姆利爵士    | 盟軍遠征部隊最高司令部G-5科總長 1944年－1945年 | 繼任： 裁撤                       |
| 政府职务                  |                                                |                                   |
| 前任： 英國軍法管治       | 澤西副總督 1945年－1953年                      | 繼任： 格雷沙姆·尼科爾森爵士      |
| 榮銜                      |                                                |                                   |
| 前任： 休·埃利斯爵士      | 皇家工兵團上校指揮官 1945年－1955年            | 繼任： 約翰·德拉蒙德·英格利斯爵士 |